# 樹馬齒莧
樹馬齒莧（學名：Portulacaria afra），又名馬齒莧樹、銀杏木、金枝玉葉、小葉燕子掌、幸運樹，是龍樹科马齿苋樹属植物，原產於南非。

## 形態
常綠肉質小灌木，株高可達1至2米，最高可達4米；分枝多，老枝淡褐色，嫩枝綠色，節間明顯。翠綠色的肉質葉對生，密生於枝的上部，葉為倒卵狀三角形，長約1厘米，頂端截形，基部楔形。花極小，頂生或腋生，玫瑰紅或粉紅色。花期為春夏季。  

## 分佈
樹馬齒莧在南非东部及史瓦帝尼分布非常广泛，常生长在干燥的岩石突起和坡地上，少见与潮湿气候区。开普省南部一带气候较干燥，可以见到密集的树马齿苋野生居群，灌丛植被带一直蔓延至西开普省的小卡鲁地区及东开普省。在东开普特有的灌丛生态区（Albany thickets）中，树马齿苋是是许多大型草食性动物的食物来源，例如黑犀和非洲象。

## 種植及繁殖
樹馬齒莧為多肉植物，十分耐旱，喜陽光充足的環境，稍耐陰，不耐寒，應避免放置於長期陰暗潮濕的環境。適宜生長於溫暖至高溫之處，冬季放在室內陽光充分處，停止施肥，減少澆水，溫度最好在10℃以上。栽培介質以肥沃富含有機質之砂質壤土或腐植質土為佳，排水性需良好。繁殖可用扦插法，全年均可進行，但以春、秋二季為佳。只要剪取枝條扦插在排水良好之砂土中，保持濕潤，約20至30天可發根。

## 外部連結
1. ↑  樹馬齒莧[永久]澳門生物資料庫
2. ↑  树马齿苋* 小叶燕子掌   [永久] 北京植物志 第 上册 卷 ， 第 190 页
3. ↑  树马齿苋 小叶燕子掌[永久]河北植物志 第 1 卷 ， 第 383 页
4. ↑  Guralnick, Lonnie J.; Rorabaugh, Patricia A.; Hanscom, Zac. . Plant Physiology. 1984-11-01, 76 (3): 643-646  [2022-07-30]. ISSN 0032-0889. PMC 1064348 . PMID 16663899. doi:10.1104/pp.76.3.643. （原始内容存档于2021-10-11） （英语）.
5. ↑  Paley, R.G.T.; Kerley, G.I.H. . Koedoe. 1998-01-19, 41 (1). doi:10.4102/koedoe.v41i1.244.
6. ↑  如何養護金枝玉葉？[永久]农业技术网
7. ↑  銀杏木(樹馬齒莧)Portulacaria afra （页面存档备份，存于）Kent的假日花市 - HiNet